# Dramat obyczajowo-psychologiczny
Dramat obyczajowo-psychologiczny – gatunek literacki ukształtowany w XIX wieku pod wpływem dramatu mieszczańskiego, popularny w okresie dominacji realizmu i naturalizmu, rozwijał się równolegle z powieścią realistyczną.
Utwory eksponowały w treści obyczajowość, psychologizm w kreśleniu postaci, w warstwie językowej kolokwializmy codziennej rozmowy.
Dramat obyczajowo-psychologiczny wykorzystał możliwości ekspresji zarówno tragedii, jak i komedii; do tego gatunku należą m.in. Nora H. Ibsena, Trzy siostry A. Czechowa, Dom kobiet Z. Nałkowskiej.